# Reedy
La ville de Reedy est située dans le comté de Roane, dans l’État de Virginie-Occidentale, aux États-Unis. Lors du recensement de 2010, sa population s’élevait à 182 habitants.
La ville doit son nom au ruisseau Reedy Creek, appelé ainsi en raison des nombreux roseaux (reed en anglais) qui se trouvaient sur ses berges.